# Melissodes elegans
Melissodes elegans är en biart som beskrevs av Laberge 1961. Melissodes elegans ingår i släktet Melissodes och familjen långtungebin. Inga underarter finns listade i Catalogue of Life.